# Georg von Viebahn (Evangelist)

Georg von Viebahn

Friedrich Karl Hermann Georg von Viebahn (* 15. November 1840 in Arnsberg; † 15. Dezember 1915 in Groß-Lichterfelde) war ein preußischer Generalleutnant und Evangelist.

## Leben
Georg von Viebahn gehörte einer 1728 durch den preußischen König Friedrich Wilhelm I. geadelten, christlich und patriotisch gesinnten Offiziers- und Beamtenfamilie an, die ursprünglich aus Drieberhausen bei Gummersbach stammte. Er war der Sohn des Regierungsrates und Statistikers Georg von Viebahn und dessen Ehefrau Auguste, geborene Bitter (1815–1897). Seine Brüder Rudolf und Hermann wurden ebenfalls preußische Generale.

### Militärkarriere und Familie
Während seines Konfirmandenjahres beim Berliner Hof- und Domprediger Karl Wilhelm Moritz Snethlage (1792–1871) erlebte Viebahn eine Bekehrung, die seine Zukunft bestimmte und ihn in die Kreise der Erweckungsbewegung führte. 1859 legte er in der oberschlesischen Stadt Oppeln, wo sein Vater zu dieser Zeit Regierungspräsident war, sein Abitur ab. Danach begann er seine soldatische Laufbahn beim Berliner Kaiser Alexander Garde-Grenadier-Regiment Nr. 1. Nach seiner Ausbildung und Beförderung zum Sekondeleutnant nahm er mit Auszeichnung an den drei deutschen Einigungskriegen in den Jahren 1864, 1866 und 1870/71 teil.
1869 lernte Viebahn im hessischen Groß-Karben seine zukünftige Frau Christine Ankersmit (1847–1884) kennen, die Tochter eines wohlhabenden niederländischen Kaufmanns. Am 14. Mai 1872 fand in Amsterdam ihre Hochzeit statt. Durch seine Frau fand Viebahn zur Brüderbewegung, der er bis zu seinem Tod angehörte.
Bis 1878 diente Viebahn als Hauptmann in Wiesbaden, wo seine älteste Tochter Christa und drei weitere Kinder geboren wurden. 1878 erfolgte seine Versetzung nach Hannover, wo er 1879 zum Major befördert wurde. Ende des Jahres 1883 wurde er zum Kommandeur der Kriegsschule Engers ernannt. Hier starb am 3. Februar 1884 seine Frau kurz nach der Geburt ihres sechsten Kindes. Drei Jahre später heiratete er dann Marie Ankersmit (1848–1926), die jüngere Schwester seiner ersten Frau. Aus dieser Ehe gingen drei weitere Kinder hervor.
Im Jahre 1888 wurde Viebahn zum Oberstleutnant befördert und nach Frankfurt am Main versetzt. Ein Jahr später folgte am 13. August als Oberst seine Ernennung zum Kommandeur des Infanterie-Regiments „von Horn“ (3. Rheinisches) Nr. 29 in Trier. Am 17. Dezember 1892 zum Generalmajor befördert, war Viebahn dann bis 17. April 1896 Kommandeur der 5. Infanterie-Brigade in Stettin. Anschließend wurde er unter Verleihung des Charakters als Generalleutnant mit Pension zur Disposition gestellt.

### Wirken als Evangelist
Als Viebahn Kommandeur der Kriegsschule in Engers war, ließ er Bibelsprüche an die Wände malen wie: „Rosse werden zum Streittage bereitet, aber der Sieg kommt von dem Herrn“ (Sprüche 21,31). Sein erstes größeres soziales Werk war ein christliches Soldatenheim, das er während seiner Zeit als Regimentskommandeur in Trier auf eigene Kosten bauen ließ.
Ab dem letzten Jahr seiner aktiven Laufbahn gab Viebahn ein wöchentlich erscheinendes Evangeliumsblatt heraus, das kostenlos an die ihm unterstellten Truppenteile ausgehändigt werden sollte. Am 1. Oktober 1895 erschien die erste Nummer mit dem Titel Soldatenpredigten (vom zweiten Jahrgang an Zeugnisse eines alten Soldaten an seine Kameraden) in einer Auflage von 5000 Exemplaren. Im Laufe von 21 Jahren seines Erscheinens wuchs das Blatt auf 1100 verschiedene Nummern an und erreichte zuletzt eine Auflagenhöhe von 150.000 bis 170.000 Exemplaren. Auch außerhalb des Heeres wurden diese persönlichen Zeugnisse Viebahns als Traktate verbreitet und sogar in verschiedene Sprachen übersetzt.
Nach seinem Abschied vom Heeresdienst begann Georg von Viebahn zunächst in Berlin, dann in verschiedenen anderen Garnisonstädten Evangelisationsvorträge vor Offizieren zu halten. Vom Jahre 1899 an gab er die christliche Vierteljahresschrift Schwert und Schild heraus.

### Letzte Lebensjahre
Am 11. April 1905 gehörte Viebahn zu den Gründern der „Allianz-Bibelschule“ in Berlin, des heutigen „Forums Wiedenest“ in Bergneustadt. Er war auch einer der Initiatoren der Berliner Erklärung gegen die Pfingstbewegung und einer der führenden Männer der Blankenburger Allianzkonferenz.
Im ersten Jahr des Ersten Weltkrieges fielen zwei seiner Söhne an der Front. Diese Verluste gingen Viebahn sehr nahe. Trotz abnehmender Kräfte glaubte er zunächst noch, seine Evangelistentätigkeit fortführen zu können. 1915 stellte sich jedoch heraus, dass er sehr ernst erkrankt war. Viebahn starb am 15. Dezember 1915 im Homöopathischen Krankenhaus in Groß-Lichterfelde und wurde in Engers neben seiner ersten Frau begraben.
Nach ihm ist die Viebahnstraße in Treptow-Köpenick benannt. Die Straße liegt auf dem ehemaligen Gelände des gemeinnützigen Vereins christlicher Siedlungen, zu dessen Förderern Viebahn gehörte.

## Werke
- (mit Walter von Prittwitz und Gaffron:) Geschichte des Königlich Preußischen Kaiser Alexander Garde-Grenadier-Regiments Nr. 1. und seiner Stammtruppen. Berlin 1864. (Google Books)
- Erhöhung des Militärbudgets! Lösung der Unteroffizier-Frage! Wiesbaden 1873.
- Die Angriffe des Reichstagsabgeordneten Herrn Richter gegen die Armee, beleuchtet von einem deutschen Soldaten. Hannover 1883.
- Die zweijährige Dienstzeit der Infanterie, beleuchtet aus der Praxis des Soldatenlebens. Potsdam 1890.
- Blicke in das Herz eines Helden. Verlag der Deutschen Evangelischen Buch- und Tractat-Gesellschaft [1901]
- Kann ein gläubiger Christ den Weg des Zweikampfs gehen? Diesdorf 1902.
- Was ich bei den Christen gefunden habe, die sich nur im Namen Jesu versammeln. Diesdorf o. J. [1902]
- Stirb und werde! Diesdorf o. J. [1907]
- Der Quell der Kraft – der Strom des Friedens – das Meer der Gnade. Diesdorf o. J. [1908]
- Gibt es eine völlige Befreiung und einen völligen Sieg auf dem Gebiete der Fleischeslust? Diesdorf o. J. [1908]
- Ratschläge für den Dienst des Helferkreises bei Evangelisationen. Schwert & Schild [1908]
- Verlobung und Verheiratung der Gläubigen im Lichte des Wortes Gottes. Diesdorf o. J. [1909]
- Paßt das Evangelium der Bibel noch in das 20. Jahrhundert? Diesdorf o. J. [1909]
- Irdischer Kriegsdienst und biblisches Christentum. Diesdorf o. J. [1909]
- Zeugnisse eines alten Soldaten an seine Kameraden. Deutsche evangelische Buch- und Traktatgesellschaft [1909]
- Lebt Christus? Diesdorf o. J. [1910]
- Was sagt die Schrift von den Abbildungen des Herrn? E. Müller [1910]
- Die Ehe der Gläubigen im Lichte des Wortes Gottes. Diesdorf o. J. [1910]
- Die erste und zweite Geburt. E. Müller [1910]
- Das Haus des Christen im Lichte des Wortes Gottes. Diesdorf o. J. [1912]
- Sieg der Gnade. Ereignisse aus der Wirklichkeit des Lebens. Barmen 1914
- Die Wahrheit der ewigen Verdammnis. Diesdorf o. J.
- Ewigkeitsstrahlen in das Leben des deutschen Offiziers. Diesdorf o. J.
- Ratschläge für den Dienst des Helferkreises bei Evangelisationen. Diesdorf o. J.
- Was lehrt die Schrift über die Bedeutung und Feier des Abendmahls? Diesdorf o. J.